# Thomas Jefferson University
La Thomas Jefferson University è un'università la cui sede è nel City Center di Filadelfia, Stati Uniti d'America.

## Struttura
L'Università, fondata nel 1824, è costituita da sei fra college e scuole per la formazione o la specializzazione di medici o professionisti in campo sanitario:
- Jefferson Medical College
- Jefferson College of Graduate Studies
- Jefferson School of Health Professions
- Jefferson School of Nursing
- Jefferson School of Pharmacy
- Jefferson School of Population Health